# R-36M
L'R-36M (in cirillico: Р-36М; nome in codice NATO: SS-18 Satan), è un missile balistico intercontinentale pesante di fabbricazione sovietica, sviluppato a partire dal 1969 quale sostituto del precedente R-36 ed entrato in servizio presso le Forze missilistiche strategiche sovietiche nel 1975.
Progettato per infliggere danni insostenibili alle forze avversarie attraverso l'impiego di 8 testate nucleari (MIRV) ed una gittata compresa tra gli 11.000 e i 16.000 km, a seconda della configurazione di carico, è stato oggetto di una produzione massiccia nonostante gli elevati costi di produzione, tale da renderlo in breve tempo la spina dorsale del sistema di deterrenza nucleare sovietico.
Costantemente aggiornato nel corso della sua vita operativa, ne sono state sviluppate versioni migliorate tra cui la R-36M UTTKh e la R-36M2.
Ritirate le prime versioni nel corso degli anni ottanta, la radiazione di tutti gli esemplari appartenenti alla famiglia degli SS-18 era prevista per il 2007, anche a seguito della ratifica del trattato START II. Tuttavia, l'evolversi della situazione geopolitica in Europa orientale ne ha rinviato la dismissione.
Al 2020, risultavano ancora in servizio attivo 46 esemplari della versione R-36M2 nei ranghi delle Forze missilistiche strategiche russe.

## Storia
ICBM di 3ª generazione, L'R-36M venne commissionato come sostituto dell'R-36 SS-9 Scarp  nel 1969, fu testato nel 1972, armato ed integrato nell'arsenale missilistico sovietico nel 1975. Prodotto ed assemblato in Ucraina, ha un costo molto elevato, tanto che la sola parte di progettazione e test si aggira sugli 8-10 miliardi di rubli.
Il trattato START II  bandì i sistemi MIRV, ed istituì l'apertura di una procedura di demolizione sistematica di questo missile e della riconversione delle strutture di lancio.
Nonostante i programmi concernenti ai protocolli START abbiano stabilito un ritiro degli SS-18 Satan entro il 2007, e la loro sostituzione con gli SS-25 e SS-27,l'evoluzione della situazione geopolitca, hanno portato le autorità della Federazione Russa, a rallentare questa procedura.

## Caratteristiche
Il sistema di propulsione del primo stadio usando la combinazione del tetraossido di diazoto con l'idrazina, sviluppa 460 tonnellate di spinta verticale mentre il propulsore del secondo stadio ne produce 70, consentendo all'SS-18 una gittata che va dagli 11000 ai 16000 km. Il sistema di guida è inerziale autonomo, controllato da un computer di bordo.
Il missile che venne alloggiato nei silos dei vecchi R-36 appositamente modificati profondi 39 metri con un diametro di 5,9 metri, sfrutta un curioso sistema di lancio, che espelle il missile dal silo prima che il motore principale si inneschi, utilizzando un generatore a propellente solido, situata in fondo alla struttura.
Il vettore poteva essere equipaggiato con otto ogive nucleari a dispersione e puntamento indipendente (MIRV - acronimo di "Multiple Independent Re-entry Vehicle), ciascuna capace di una potenza variabile fra i 550 e i 750 Kt o da una sola potente e grande testata da 24 Mt (si consideri che la più potente bomba atomica mai fatta esplodere sulla terra aveva una potenza di circa 50-60 megatoni).
Le capacità antibunker e anti-rifugio di questo ICBM di quarta generazione, dotato di testate MIRV, furono particolarmente temute dagli strateghi occidentali, a giusta ragione considerando che questo missile, schierato in 308 silo, sarebbe stato capace di distruggere l'80 % dell'arsenale missilistico americano (stima calcolata sulla base di nessuna reazione NATO dopo un eventuale attacco) utilizzando solamente due testate per silo, il che avrebbe reso disponibile per i sovietici almeno altre 1000 testate utilizzabili per ulteriori attacchi.

## Versioni
- R-36M (Р-36М; SS-18 Satan Mod.1 / Mod.2 / Mod.3): versione originale entrata in servizio nel 1975, capacità di carico fino ad 8 testate nucleari. Ritirata dal servizio nel 1982
- R-36M UTTKh (Р-36М УТТЖ; SS-18 Satan Mod.4): versione entrata in servizio nel 1979, aumentata a 10 la capacità di carico massima delle testate. Ritirata dal servizio nel 1988
- R-36M2 Voyevoda (Р-36М2; SS-18 Mod.5 / Mod.6): versione entrata in servizio nel 1988, autonomia estesa, aumentata la precisione di tiro ed il carico utile
- R-36M3 Ikar (Р-36М3): versione il cui sviluppo è stato completato nel 1991; mai entrata in servizio

## Utilizzatori

### Presenti
Russia
- Raketnye vojska strategičeskogo naznačenija - RVSN RF
  - 13ª Divisione Missilistica della Bandiera Rossa di Yasny, Orenburg Oblast
  - 62ª Divisione Missilistica della Bandiera Rossa di Solnechny

In servizio dal 1992. Al 2017, 46 esemplari in servizio attivo in versione R-36M2 Voyevoda

### Passati
Unione Sovietica
- Raketnye vojska strategičeskogo naznačenija - RVSN CCCP

In servizio dal 1975 al 1991